# Soufiane Guerrab
Soufiane Guerrab (Parijs, 18 februari 1987) is een Franse acteur. Bekendheid geniet hij onder meer vanwege zijn rol in de Netflix-serie Lupin.

## Biografie
Guerrab groeide op in Rosny-sous-Bois,  als kind van een Italiaanse moeder en Marokkaanse vader. Voordat hij begon met acteren, maakte Guerrab al muziek. Hij volgde geen toneelopleiding, maar doorliep in 2006 succesvol een casting voor de speelfilm Mes Copines. In 2011 kreeg hij zijn eerste hoofdrol, in de televisieserie Les Beaux Mecs.

## Filmografie (selectie)
| Jaar        | Titel             | Rol             | Type           | Opmerkingen     |
| ----------- | ----------------- | --------------- | -------------- | --------------- |
| 2006        | Mes Copines       | Alexandre       | Film           |                 |
| 2011        | Les Beaux Mecs    | Kenz            | Televisieserie | 8 afleveringen  |
| 2013        | The Tunnel        | Yacine Cherfi   | Televisieserie | 2 afleveringen  |
| 2015        | La Loi du marché  |                 | Film           |                 |
| 2015        | Dheepan           | Voogd           | Film           |                 |
| 2016        | Braquo            | Majid Aquati    | Televisieserie | 3 afleveringen  |
| 2016        | Patients          | Farid           | Film           |                 |
| 2018        | Dix pour cent     | Sami Abadi      | Televisieserie | 1 aflevering    |
| 2019        | Engrenages        | Kader           | Televisieserie | 3 afleveringen  |
| 2019        | La vie scolaire   | Messaoud        | Film           |                 |
| 2020        | Moloch            | Rachid          | Televisieserie | 6 afleveringen  |
| 2020 - 2021 | César Wagner      | Farid Belladj   | Televisieserie | 4 afleveringen  |
| 2022        | Visions           | Romain Sauvant  | Televisieserie | 6 afleveringen  |
| 2021        | De Bas Étage      | Mehdi           | Film           |                 |
| 2021 - 2023 | Lupin             | Youssef Guédira | Televisieserie | 17 afleveringen |
| 2024        | Monsieur Aznavour |                 | Film           |                 |